# Gul strandlöpare
Gul strandlöpare (Bembidion ruficolle) är en skalbaggsart som först beskrevs av Georg Wolfgang Franz Panzer 1797.  Gul strandlöpare ingår i släktet Bembidion, och familjen jordlöpare. Enligt den svenska rödlistan är arten nära hotad i Sverige. Arten förekommer i Götaland, Gotland, Nedre Norrland och Övre Norrland. Arten har tidigare förekommit i Svealand men är numera lokalt utdöd. Artens livsmiljö är våtmarker, stadsmiljö.
Arten har återsetts i Karlstad, Svealand, på de sandbankar som bildats i Klarälven. Länsstyrelsen har tagit inledande åtgärder för att bevara arten.